# Couzeix
 Couzeix  (en occitano Cosés) es una población y comuna francesa, situada en la región de Lemosín, departamento de Alto Vienne, en el distrito de Limoges y cantón de Limoges-Couzeix.

## Demografía
| 2538 | 3004 | 3958 | 5019 | 6151 | 6635 | 7878 |
| Para los censos de 1962 a 1999 la población legal corresponde a la población sin duplicidades (Fuente: INSEE [Consultar]) |      |      |      |      |      |      |